# Ferritrudas antenna

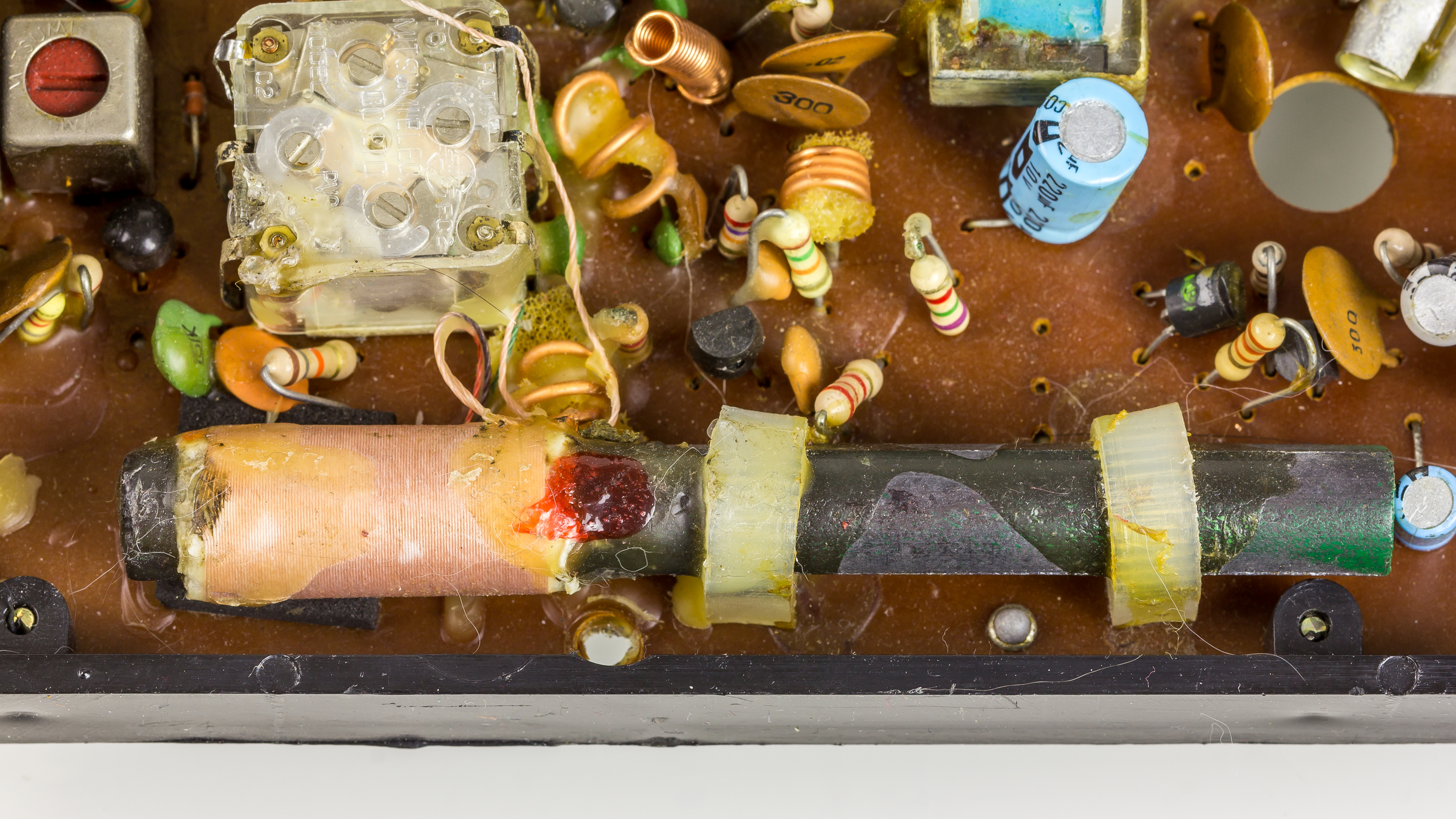
Vevőkészülékben belső antennaként alkalmazott ferritrudas antenna

A ferritrudas antenna egy erősen miniatűruzált, kompakt antenna. Az üzemi hullámhosszhoz viszonyítva rendkívül kis méretű antenna hozható létre. Méretéből adódóan kis nyereségű, kis hatásfokú antenna, leginkább vételre vagy iránymérésre használják.
- enyhe irányhatással rendelkezik hosszabb hullámokon is, használják iránymérésre, zavarjelek felderítésére, "rókavadászatra".
- hosszabb hullámokra is kis méretben elkészíthető, mozgó megfigyelőállomások is használják.
- a rádióhullámok mágneses komponensére érzékeny, jelentős szerepe van hosszúhullámú rádiónavigációban.

Leginkább táskarádiókban, zsebrádiókban használják hosszúhullám és középhullám vételére. Az ilyen készülékekben egyúttal a bemeneti hangoltkörnek is részét képezi mint tekercs, párhuzamos kapcsolásban van a forgókondenzátorral, így maga az antenna is pontosan a venni kívánt rádióállomás frekvenciájára hangolódik.

## Felépítése
A ferritrúd egy vasmagos tekercs. A ferritmag átmérője 5 – 20 mm, hosszúsága 5 – 15 cm körüli. A ferritmagon műanyag csévetest van, a csévetestre pedig egy, vagy 2 tekercs van feltekercselve. A csévetest mozgatható, így az antenna finomhangolható. Az olyan készülékekben, melyek hosszú és középhullám vételére alkalmasak, két csévetest is található a ferritrúd két végén.
Áramköri jelöléseknél is a vasmagos tekercs jelölés használatos
Az egytekercses ferritek egyszerű, vasmagos tekercsként vannak ábrázolva. Ezzel párhuzamosan sokszor egy változtatható kapacitású kondenzátor is hozzá van kapcsolva, ezzel rezonanciára hongolható. Ezt a kapcsolást használják irányméréshez, rókavadászathoz.
A kéttekercses változatot zsebrádiók bemeneti körében használják, itt hangolókörként és antennaként működik. A két tekercs közös csatlakozási pontján vehető le az antennajel, valamint ezen a ponton segédantenna is csatlakoztatható a készülékhez. A jobb minőségű vevőkészülékekben szokott még lenni egy harmadik tekercs is, amely galvanikusan nincs összeköttetésben a készülék áramköreivel, induktív csatolást biztosít egy külső antennához.

## Megvalósítása[1]
Az antenna legfontosabb és legkritikusabb eleme a ferritrúd.
A ferritrúd anyagi minőségétől függ:
- A használható frekvenciatartomány
- A rezonancia sávszélessége
- A tekercs méretezése

A ferritrúd méreteitől függ:
- A tekercs méretezése
- Az antennanyereség
- A kicsatolható jel erőssége

A ferritrudak anyagait, műszaki paramétereit a gyártó adattáblákon teszi közzé.
Hogy a tekercset a ferritrúdon hol helyezzük el, a jósági tényező és a hatásos permeabilitás szempontjából van jelentősége. A tekercset általában a rúd végéhez közel helyezzük el, olyan tekercstesten, ami legalább 1 mm hézagot biztosít a vasmag és a tekercs között. Magát a tekercset célszerű litze-huzalból készíteni.
A menetszámot a kívánt induktivitás alapján határozzuk meg:
{\displaystyle n=k{\sqrt {L}}}
A ferritantenna hatásos hosszát a következő képlettel számolhatjuk:
{\displaystyle h_{eff}={\frac {2\pi nA}{\lambda }}\mu _{eff}}
- L - a ferritantenna induktivitása (μH)
- n - a tekercs menetszáma
- A - a vasmag keresztmetszete (cm2)
- λ - az üzemi hullámhossz (m)
- k - a vasmag mágneses anyagállandója (a vasmag gyártója által megadott paraméter)
- μeff - a ferritanyag hatásos permeabilitása (a vasmag gyártója által megadott paraméter)

## A ferritrudas antenna iránykarakterisztikája
A ferritrudas antennák vételi tulajdonságai hasonlítanak a keretantennák tulajdonságaihoz. Ez az antennatipus is az elektromágneses hullámok mágneses komponensére érzékeny. Így az iránykarakterisztikája is megegyezik a keretantennák iránykarakterisztikájával:
A ferritrudas antenna közel gömbsugárzó, de tengelyirányban az adóállomás felé irányítva teljesen megszűnik a vétel. Ezt a tulajdonságát kiválóan fel lehet használni iránymérésre, rádiónavigációra.
Segédantennával elérhető a kardioid iránykarakterisztika, viszont  ebben az esetben pontos iránymegállapításra nem alkalmas. Ezzel a kapcsolással csak durván határozható meg a jelforrás iránya, viszont ilyenkor az ellentétes vételi irány kizárható.
A segédantenna egy hosszabbítotekercses monopólus, a potenciométer 10 kΩ körüli (nem kritikus) értékű ellenállás. A tekercs megcsapolása a tekercs 1/3 részénél.